# Нижняя Онигма
Нижняя Онигма — озеро на территории Чернопорожского сельского поселения Сегежского района Республики Карелии.

## Общие сведения
Площадь озера — 1,6 км², площадь водосборного бассейна — 120 км². Располагается на высоте 119,2 метров над уровнем моря.
Форма озера лопастная, продолговатая: оно вытянуто с северо-запада на юго-восток. Берега каменисто-песчаные.
В северо-западную оконечность озера втекает протока из озера Верхней Онигмы, в которое впадает река Паюдеж.
Из озера берёт начало река Онигма, втекающая в Ондское водохранилище.
Вдоль северо-восточного берега озера проходит трасса А137 («Р21 („Кола“) — Тикша — Ледмозеро — Костомукша — граница с Финляндской Республикой»), а также железнодорожная линия Кочкома — Ледмозеро.
Код объекта в государственном водном реестре — 02020001311102000008395.